# 希佩爾海軍上將號重巡洋艦
希佩爾海軍上將號重巡洋艦（德語：Admiral Hipper）是納粹德國海軍的希佩爾海軍上將级重巡洋舰一號艦。該船命名自德國海軍名將—弗朗茨·馮·希佩爾上將，他指揮德國巡洋艦艦隊於1916年的日德蘭海戰作戰，並擔任了德國公海艦隊最後一任總司令。希佩爾海軍上將號為其5艘同級別艦隻的1號艦；另外2艘—布呂歇爾號和歐根親王號皆在第二次世界大戰中於德國海軍中服役；第4艘—呂佐夫號則在1939年尚未完工時就賣給了蘇聯；第5艘—塞德利茨號則在建造途中試著改裝成航空母艦，但沒有完工。

## 服役歷史

### 威瑟演習作戰
希佩爾海軍上將號參加了德國入侵挪威的行動（威瑟演習作戰）。在其行動裡，它於1940年4月8日在特倫汗（挪威第3大城市，於挪威西部海岸線之中線）西北部遭遇了英國皇家海軍的螢火蟲號驅逐艦。經過交火後，儘管螢火蟲號已受到致命的傷害，它還是在沉沒前衝撞了希佩爾海軍上將號。螢火蟲號的英勇行動感動了希佩爾海軍上將號艦長，他通過紅十字會表揚了螢火蟲號的勇氣，隨艦戰死的艦長杰拉尔德·卢普因此而獲追授英國最高軍事榮譽維多利亞十字勳章。
1940年4月9日，希佩爾海軍上將號成功通過了挪威特倫汗峽灣岸防砲台的攻擊，進入了特倫汗的海港，希佩爾海軍上將號所載的登陸部隊蜂擁登陸，在清晨時佔領了該城市，並在大部分居民都未清醒時，於老舊的克利斯汀史坦要塞（Kristiansten fortress）和市政大樓上升起了納粹國旗。

### 失敗的海上破交戰
經過稍微的維修後，希佩爾海軍上將號與沙恩霍斯特號和其姊妹艦格奈森瑙號開始從挪威出發，前往大西洋破壞英國海上補給線。1940年10月，希佩爾海軍上將號需要對它的機械大修，因此駛回了基爾港。儘管有2次試著前往大西洋執行破交戰任務，但因為火災與機械故障等意外而作罷。希佩爾海軍上將號之後於漢堡和基爾持續修理，直到12月才繼續服役。之後，希佩爾海軍上將號成功地進入大西洋，作為通商破壞艦執行作戰，並以法國西北的布雷斯特作為母港。
希佩爾海軍上將號第一次的攻擊行動於1940年11月30日發現了英國的WS-5A船團，該船團有20艘船艦，並駛往中東，當希佩爾海軍上將號跟蹤船團後幾天遇上了英國護航艦隊，經過交火後，僅擊傷2艘商船，而希佩爾海軍上將號的主機發生故障以及被敵人艦隊擊傷，只好北上駛回布勒斯特維修與補充燃料，途中再擊沉了一艘貨輪「加姆那號」（Jumna）。希佩爾海軍上將號維修共花了一個月的時間才完成。
希佩爾海軍上將號於1941年2月1日再度開始它的大西洋巡弋作戰。2月1日，它攔截到沒有護航的SLS-64船團，並擊沉船團19艘船中的7艘（共32,806噸），但船團分散加上天氣惡劣而使大部分商船得以逃脫成功。由於203毫米主砲彈藥的缺乏與主輪機的故障，希佩爾海軍上將號預計於1941年2月14日返回了布雷斯特港補充。但因為後來計畫將它大修，命令該艦通過丹麥海峽返回基爾，於1941年2月28日抵達。

### 北極船團與除役
1942年3月起，因為德國海軍的戰略改變，希佩爾海軍上將號開始駐於挪威以運往蘇聯的北極船團為目標，展開破交戰，以及對付英國對挪威的多次登陸干擾行動。1942年除夕夜，它參加了德國對JW-51B船團失敗的攻擊行動，雖然它成功擊沉了布朗堡號掃雷艦和忠實號驅逐艦，但主要目標的船團仍無傷抵達了俄國，而戰鬥過的希佩爾海軍上將號因傷返回了威廉港，之後因為希特勒對水面艦隊的失望和除役命令而退役，被置於格丁尼亚港內。

### 結局
1945年1月，希佩爾海軍上將號重新啟用，負責在蘇聯紅軍進攻東普魯士時，掩護海上疏散的漢尼拔行動和波蘭走廊的德國難民中。1945年5月2日，希佩爾海軍上將號於基爾德意志造船廠鑿沉。1946年，該艦被打撈上岸，並轉移到漢克多夫灣（Heikendorfer Bay），其火砲與艦橋均報廢，並被拖到廢棄場。

## 歷任艦長
建造時
- 赫尔穆特·海厄（Hellmuth Heye）上校：1939年4月12日–1939年4月29日

現役狀態
- 赫尔穆特·海厄上校：1939年4月29日–1940年9月3日
- 威廉·麦泽尔（Wilhelm Meisel）上校/少將：1940年9月3日–1942年10月10日（於1942年9月1日升為少將）
- 漢斯·哈特曼（Hans Hartmann）上校：1942年10月10日–1943年2月16日
- 弗里茲·克劳斯（Fritz Krauss）上校：1943年2月16日–1943年4月1日

退役狀態（1943年4月1日–1944年3月1日）
- 漢斯·海尼格斯特（Hans Henigst）上校：1944年3月1日–1945年5月3日

## 資料來源
1. 1 2  Admiral Hipper (Hipper Class)  的存檔，存档日期2009-03-06.
2. ↑  《希特勒公海艦隊》，Richard Humble著，第64頁。
3. ↑  .   [2010-07-29]. （原始内容存档于2019-11-13）.
4. ↑  《希特勒公海艦隊》，第86頁。
5. ↑  .   [2010-07-29]. （原始内容存档于2021-01-26）.
6. ↑  《希特勒公海艦隊》，第96頁。

## 外部連結
- Admiral Hipper technical data （页面存档备份，存于） – From German naval history website german-navy.de（页面存档备份，存于）
- Timeline of the Admiral Hipper （页面存档备份，存于）
- Maritimequest Admiral Hipper photo gallery （页面存档备份，存于）
- Admiral Hipper